# Vredefort
Vredefort is een klein landbouwersdorp in de provincie Vrijstaat in Zuid-Afrika met ongeveer 1500 inwoners. Vredefort is vooral bekend om de Vredefortkrater, een van de grootste inslagkraters op aarde, die sinds kort de titel werelderfgoed van de Verenigde Naties draagt.
De naam Vredefort komt voort uit een verdrag tussen de Zuid-Afrikaansche Republiek en de Oranje Vrijstaat
Er was tijdens de Britse periode ook een concentratiekamp voor Boerenvrouwen en -kinderen.

## Subplaatsen
Het nationaal instituut voor de statistiek, Stats SA, deelt sinds de census 2011 deze hoofdplaats in in zogenaamde subplaatsen (sub place), c.q. slechts één subplaats:

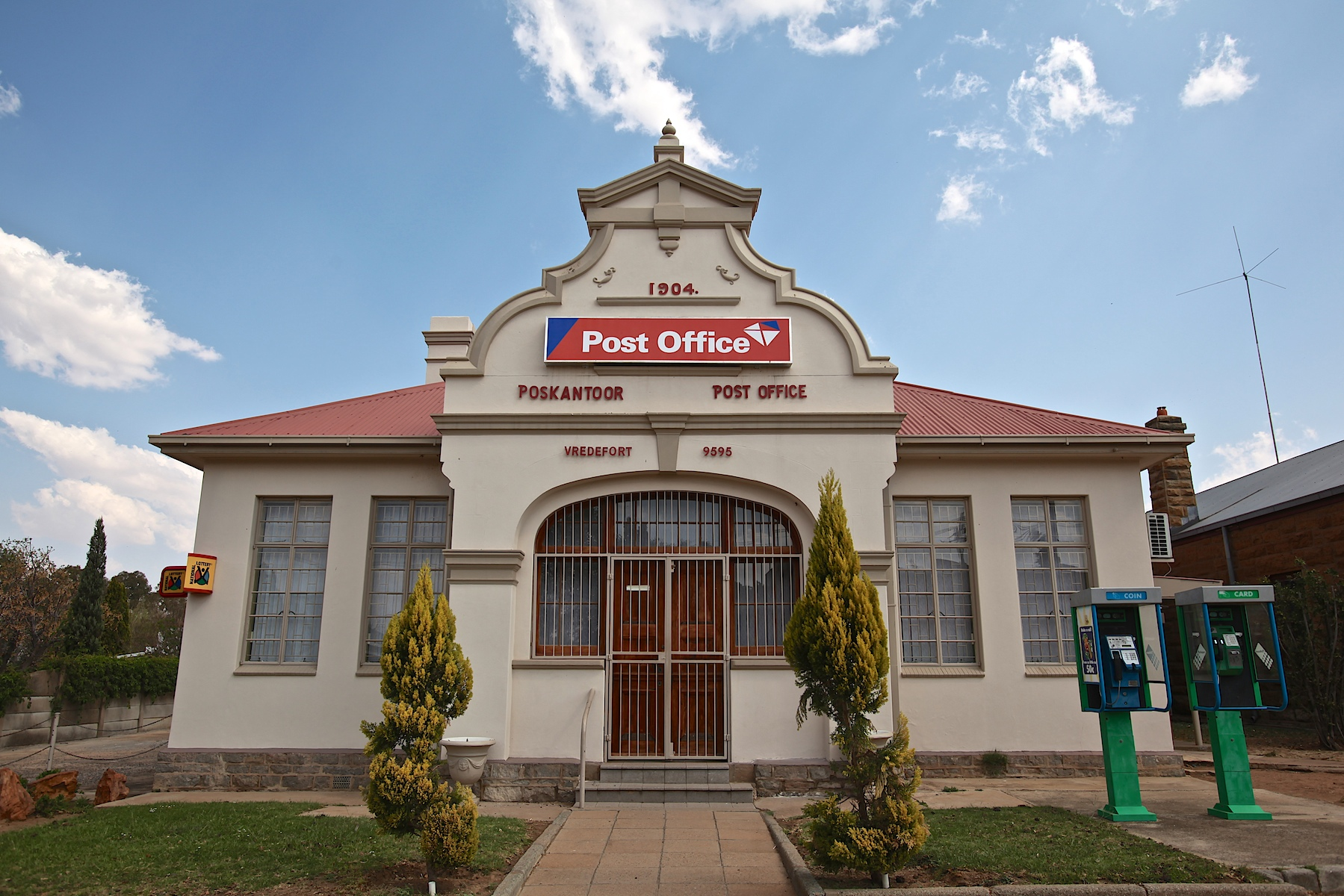
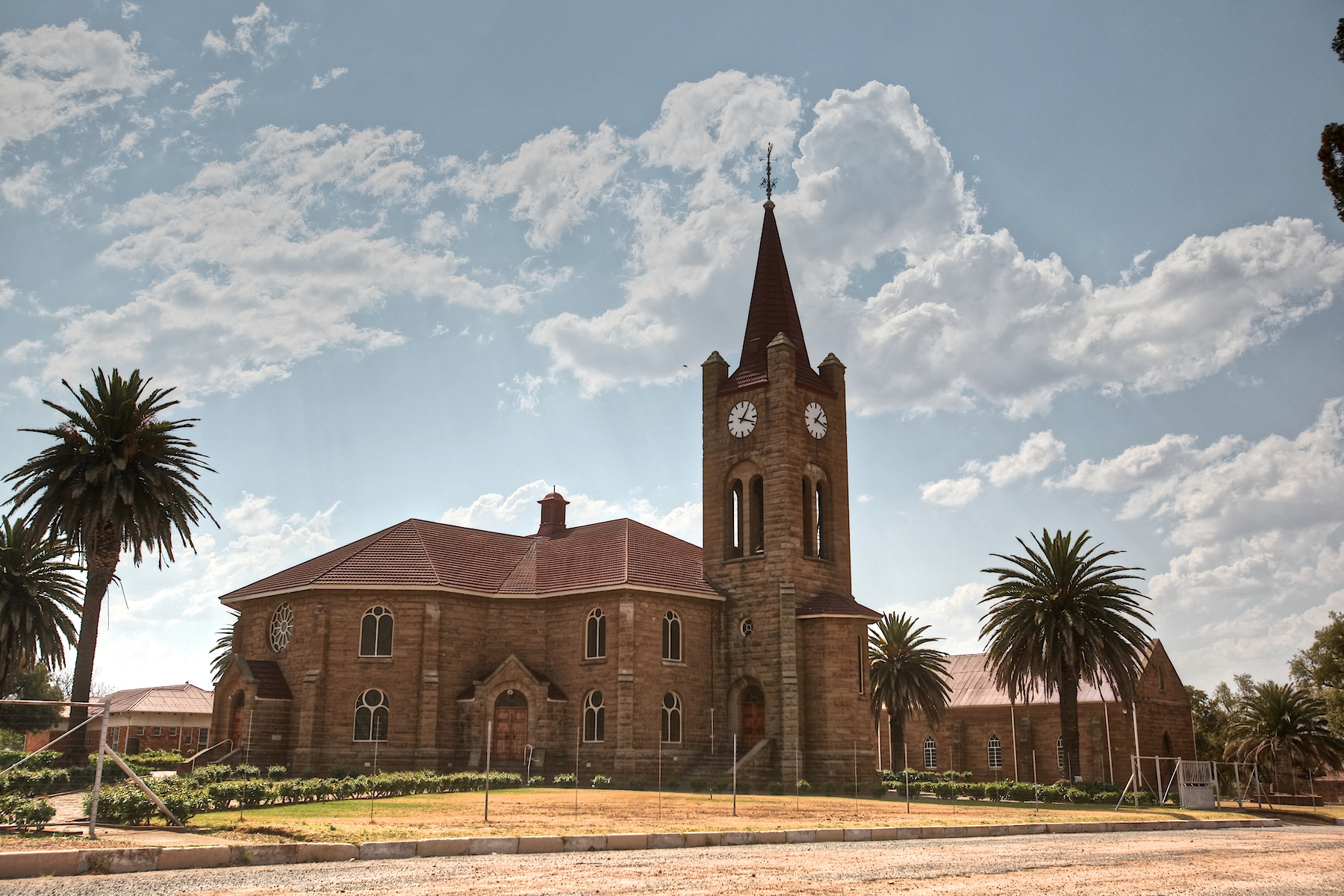
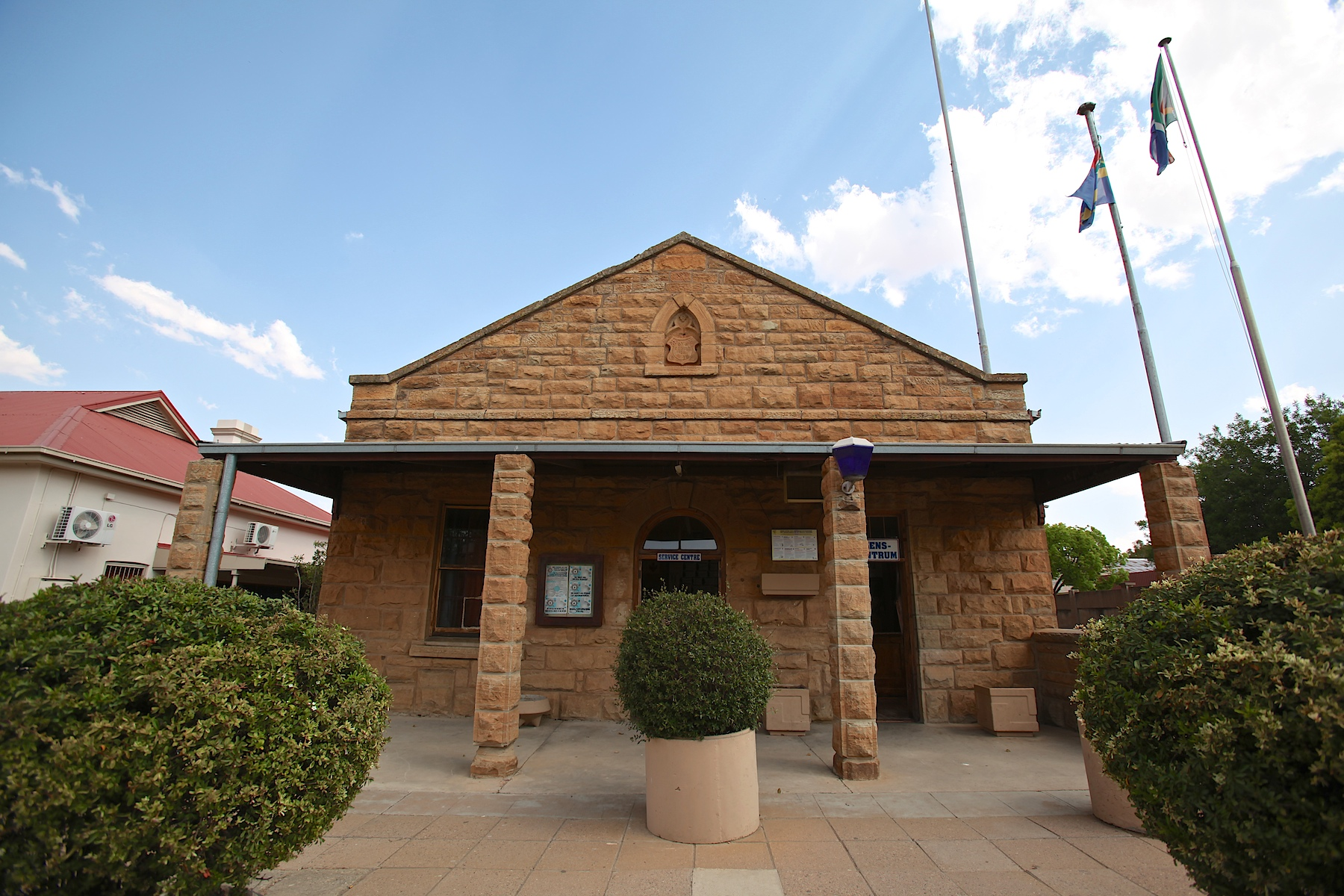

Vredefort SP.